# Xavier Jové
Xavier Jové Riart (21 de octubre de 1994) es un deportista español que compite en duatlón. Ganó una medalla de oro en el Campeonato Europeo de Duatlón Campo a Través de 2016.

## Palmarés internacional
| Campeonato Europeo | Campeonato Europeo     | Campeonato Europeo | Campeonato Europeo |
| Año                | Lugar                  | Medalla            | Prueba             |
| ------------------ | ---------------------- | ------------------ | ------------------ |
| 2016               | Târgu Mureș ( Rumania) | Medalla de oro     | Individual         |